# 高倉佳彦
高倉 佳彦（たかくら よしひこ）は、日本の男性アニメーター・キャラクターデザイナーである。

## 来歴・人物
じゃんぐるじむ出身、現在は本郷みつるが主宰するめがてんスタジオに所属している。
『クレヨンしんちゃん』の作画作業を主軸にしつつ、様々な作品（主にシンエイ動画中心）に参加している。
可愛らしいタッチから崩したレイアウトまで、その画風は幅広い。『クレヨンしんちゃん』の劇中アニメである「超電導カンタム・ロボ」ではキャラクターデザインと演出を担当。2014年公開の「クレヨンしんちゃん ガチンコ!逆襲のロボとーちゃん」でもアバンのカンタム・ロボが登場する劇中映画の原画を担当した。 
妻は同じくアニメーターの林静香である。

## 参加作品

### テレビアニメ
| 放映年 | タイトル                     | 役職                                                   |
| ------ | ---------------------------- | ------------------------------------------------------ |
| 1979年 | ドラえもん（1979年版）       | 作画監督・原画                                         |
| 1980年 | 怪物くん                     | 作画                                                   |
| 1982年 | さすがの猿飛                 | 原画                                                   |
| 1982年 | フクちゃん                   | 作画                                                   |
| 1984年 | 魔法の妖精ペルシャ           | 25・31・37・44・48話作画監督                           |
| 1984年 | オヨネコぶーにゃん           | 作画                                                   |
| 1985年 | 魔法のスターマジカルエミ     | 8・17・23・36話作画監督                                |
| 1985年 | タッチ                       | 38話作画監督                                           |
| 1986年 | 魔法のアイドルパステルユーミ | 6・12・16・23話作画監督                                |
| 1986年 | ドリモグだァ!!               | 1・6・12・17・22話作画監督                             |
| 1987年 | エスパー魔美                 | 作画監督・原画                                         |
| 1987年 | きまぐれオレンジ☆ロード      | 7・13・19・25話作画監督・原画                          |
| 1989年 | チンプイ                     | 作画監督・原画                                         |
| 1991年 | 21エモン                     | キャラクターデザイン・総作画監督                       |
| 1992年 | クレヨンしんちゃん           | 作画監督・原画・演出・カンタムロボキャラクターデザイン |
| 1996年 | 赤ちゃんと僕                 | 2・15話作画監督、9話原画                               |
| 1997年 | はいぱーぽりす               | 11話作画監督                                           |
| 1998年 | 星方武侠アウトロースター     | 26話原画                                               |
| 1999年 | 天使になるもんっ!            | 4・7話作画監督                                         |
| 1999年 | キョロちゃん                 | 原画・OPアニメーション1作画・大道具デザイン            |
| 2001年 | カスミン                     | 1話原画                                                |
| 2002年 | あたしンち                   | 285話原画                                              |
| 2003年 | カスミン 第3シリーズ         | 6話作画監督                                            |
| 2006年 | 白い恋人                     | 作画監督                                               |
| 2014年 | 怪盗ジョーカー               | OPアニメーション原画                                   |

### 劇場アニメ
| 上映年 | タイトル                                                                  | 役職                                                   |
| ------ | ------------------------------------------------------------------------- | ------------------------------------------------------ |
| 1981年 | 怪物くん 怪物ランドへの招待                                               | 原画                                                   |
| 1988年 | エスパー魔美 星空のダンシングドール                                       | 原画                                                   |
| 1989年 | ドラミちゃん ミニドラSOS!!!                                               | キャラクターデザイン・作画監督・ソーラーヨットデザイン |
| 1990年 | チンプイ エリさま活動大写真                                               | キャラクターデザイン・作画監督                         |
| 1991年 | ドラミちゃん アララ・少年山賊団!                                          | キャラクターデザイン・作画監督・原画                   |
| 1992年 | 21エモン 宇宙（そら）いけ! 裸足のプリンセス                               | キャラクターデザイン・作画監督                         |
| 1993年 | ドラミちゃん ハロー恐竜キッズ!!                                           | キャラクターデザイン・作画監督・原画                   |
| 1993年 | クレヨンしんちゃん アクション仮面VSハイグレ魔王                           | 原画                                                   |
| 1994年 | ドラミちゃん 青いストローハット                                           | キャラクターデザイン・作画監督・レイアウト・原画       |
| 1994年 | クレヨンしんちゃん ブリブリ王国の秘宝                                     | 原画                                                   |
| 1995年 | 2112年 ドラえもん誕生                                                     | キャラクターデザイン・作画監督                         |
| 1995年 | クレヨンしんちゃん 雲黒斎の野望                                           | 原画                                                   |
| 1995年 | 劇場版 NINKU -忍空-                                                       | 原画                                                   |
| 1996年 | ドラミ&ドラえもんズ ロボット学校七不思議!?                                | キャラクターデザイン・作画監督                         |
| 1996年 | クレヨンしんちゃん ヘンダーランドの大冒険                                 | 原画                                                   |
| 1996年 | 新きまぐれオレンジ☆ロード capricious orange road そして、あの夏のはじまり | 原画                                                   |
| 1997年 | ザ☆ドラえもんズ 怪盗ドラパン謎の挑戦状!                                   | キャラクターデザイン・作画監督                         |
| 1997年 | クレヨンしんちゃん 暗黒タマタマ大追跡                                     | 原画                                                   |
| 1998年 | ザ☆ドラえもんズ ムシムシぴょんぴょん大作戦!                               | キャラクターデザイン・作画監督・原画                   |
| 1998年 | クレヨンしんちゃん 電撃!ブタのヒヅメ大作戦                                | 原画                                                   |
| 1999年 | ザ☆ドラえもんズ おかしなお菓子なオカシナナ?                               | キャラクターデザイン・作画監督・原画                   |
| 2000年 | ザ☆ドラえもんズ ドキドキ機関車大爆走!                                     | キャラクターデザイン・作画監督                         |
| 2000年 | クレヨンしんちゃん 嵐を呼ぶジャングル                                     | 原画                                                   |
| 2001年 | ドラミ&ドラえもんズ 宇宙ランド危機イッパツ!                               | キャラクターデザイン・作画監督・原画                   |
| 2001年 | クレヨンしんちゃん 嵐を呼ぶ モーレツ!オトナ帝国の逆襲                     | 原画                                                   |
| 2002年 | ドラえもん のび太とロボット王国                                           | 原画                                                   |
| 2002年 | ザ☆ドラえもんズ ゴール!ゴール!ゴール!!                                    | キャラクターデザイン・作画監督・原画                   |
| 2002年 | 劇場版ポケットモンスター 水の都の護神 ラティアスとラティオス              | 原画                                                   |
| 2003年 | Pa-Pa-Pa ザ★ムービー パーマン                                             | 原画                                                   |
| 2003年 | クレヨンしんちゃん 嵐を呼ぶ 栄光のヤキニクロード                          | 原画                                                   |
| 2003年 | 劇場版ポケットモンスター アドバンスジェネレーション 七夜の願い星 ジラーチ | 原画                                                   |
| 2004年 | ドラえもんアニバーサリー25                                                | キャラクターデザイン・作画監督・原画                   |
| 2004年 | Pa-Pa-Pa ザ★ムービー パーマン タコDEポン!アシHAポン!                      | 原画                                                   |
| 2004年 | クレヨンしんちゃん 嵐を呼ぶ!夕陽のカスカベボーイズ                        | 原画                                                   |
| 2005年 | クレヨンしんちゃん 伝説を呼ぶブリブリ 3分ポッキリ大進撃                   | 原画                                                   |
| 2006年 | クレヨンしんちゃん 伝説を呼ぶ 踊れ!アミーゴ!                              | 原画                                                   |
| 2007年 | クレヨンしんちゃん 嵐を呼ぶ 歌うケツだけ爆弾!                             | 原画                                                   |
| 2008年 | クレヨンしんちゃん ちょー嵐を呼ぶ 金矛の勇者                              | キャラクターデザイン・原画                             |
| 2009年 | 映画ドラえもん 新・のび太の宇宙開拓史                                     | 原画                                                   |
| 2009年 | クレヨンしんちゃん オタケベ!カスカベ野生王国                              | 原画                                                   |
| 2010年 | 映画ドラえもん のび太の人魚大海戦                                         | 原画                                                   |
| 2010年 | クレヨンしんちゃん 超時空!嵐を呼ぶオラの花嫁                              | ロボデザイン・原画                                     |
| 2011年 | クレヨンしんちゃん 嵐を呼ぶ黄金のスパイ大作戦                             | 原画                                                   |
| 2012年 | クレヨンしんちゃん 嵐を呼ぶ!オラと宇宙のプリンセス                        | 原画                                                   |
| 2013年 | 映画ドラえもん のび太のひみつ道具博物館                                   | 原画                                                   |
| 2013年 | クレヨンしんちゃん バカうまっ!B級グルメサバイバル!!                       | メカニックデザイン・原画                               |
| 2014年 | 映画ドラえもん 新・のび太の大魔境 〜ペコと5人の探検隊〜                   | 原画                                                   |
| 2014年 | クレヨンしんちゃん ガチンコ!逆襲のロボとーちゃん                          | カンタムロボデザイン・原画                             |
| 2015年 | 映画ドラえもん のび太の宇宙英雄記                                         | 原画                                                   |
| 2015年 | クレヨンしんちゃん オラの引越し物語 サボテン大襲撃                        | 原画                                                   |
| 2016年 | クレヨンしんちゃん 爆睡!ユメミーワールド大突撃                            | 原画                                                   |
| 2017年 | クレヨンしんちゃん 襲来!!宇宙人シリリ                                     | 原画                                                   |
| 2018年 | クレヨンしんちゃん 爆盛!カンフーボーイズ～拉麺大乱～                      | 原画                                                   |
| 2019年 | クレヨンしんちゃん 新婚旅行ハリケーン ～失われたひろし～                  | 原画                                                   |
| 2020年 | クレヨンしんちゃん 激突! ラクガキングダムとほぼ四人の勇者                 | 原画                                                   |
| 2021年 | クレヨンしんちゃん 謎メキ!花の天カス学園                                  | 原画                                                   |
| 2022年 | クレヨンしんちゃん もののけニンジャ珍風伝                                 | 原画                                                   |

### OVA
| 発売年 | タイトル                    | 役職          |
| ------ | --------------------------- | ------------- |
| 1992年 | チャイナさんの憂鬱          | 原画          |
| 1994年 | NINKU -忍空- ナイフの墓標   | 原画          |
| 1994年 | リカちゃんとヤマネコ 星の旅 | 原画          |
| 1995年 | 秘境探検ファム&イーリー     | 2・3・4話原画 |
| 1996年 | シャーマニックプリンセス    | 5・6話原画    |

### その他
2008年
- ワリオランドシェイク（アニメーション作画監督・原画）